# Mikołaj Mesza
Mikołaj Mesza (ur. 16 grudnia 1911 w Wólce Dużej, zm. 16 grudnia 1988) – polski działacz partyjny i państwowy, w latach 1946–1949 burmistrz i następnie prezydent Zielonej Góry.

## Życiorys
Od 1930 działał w Polskiej Partii Socjalistycznej. W czasie II wojny światowej został przesiedlony wraz z rodziną do Mińska Mazowieckiego, gdzie ukończył szkołę podstawową. Następnie ukończył szkołę średnią o profilu handlowym w Warszawie. Należał do grona pionierów, którzy przybyli do Zielonej Góry w czerwcu 1945. Od 1944 działacz Polskiej Partii Socjalistycznej (lubelskiej), od grudnia 1945 pełnił funkcję I sekretarza Komitetu Powiatowego PPS w Zielonej Górze. Opowiadał się za połączeniem PPS z Polską Partią Robotniczą, później sam wstąpił do PPR (w 1948 przekształconej w PZPR). Zasiadał w Powiatowej i Wojewódzkiej Radzie Narodowej.
W lutym 1946 wybrany burmistrzem Zielonej Góry w miejsce Tomasza Sobkowiaka, jednak wskutek braku zatwierdzenia wyboru przez wojewodę poznańskiego i sprzeciwu Powiatowej Rady Narodowej został nim dopiero 19 listopada 1946 po ponownym głosowaniu w Miejskiej Radzie Narodowej w Zielonej Górze. Zatwierdzono go na stanowisku 27 stycznia 1947 i wówczas je objął. Z początkiem 1949 stanowisko to przekształcono w funkcję prezydenta miasta decyzją Ministra Ziem Odzyskanych, 20 czerwca tegoż roku zrezygnował ze stanowiska.
Zmarł 16 grudnia 1988 w wieku 77 lat.